# Четвёртый флот ВМС США

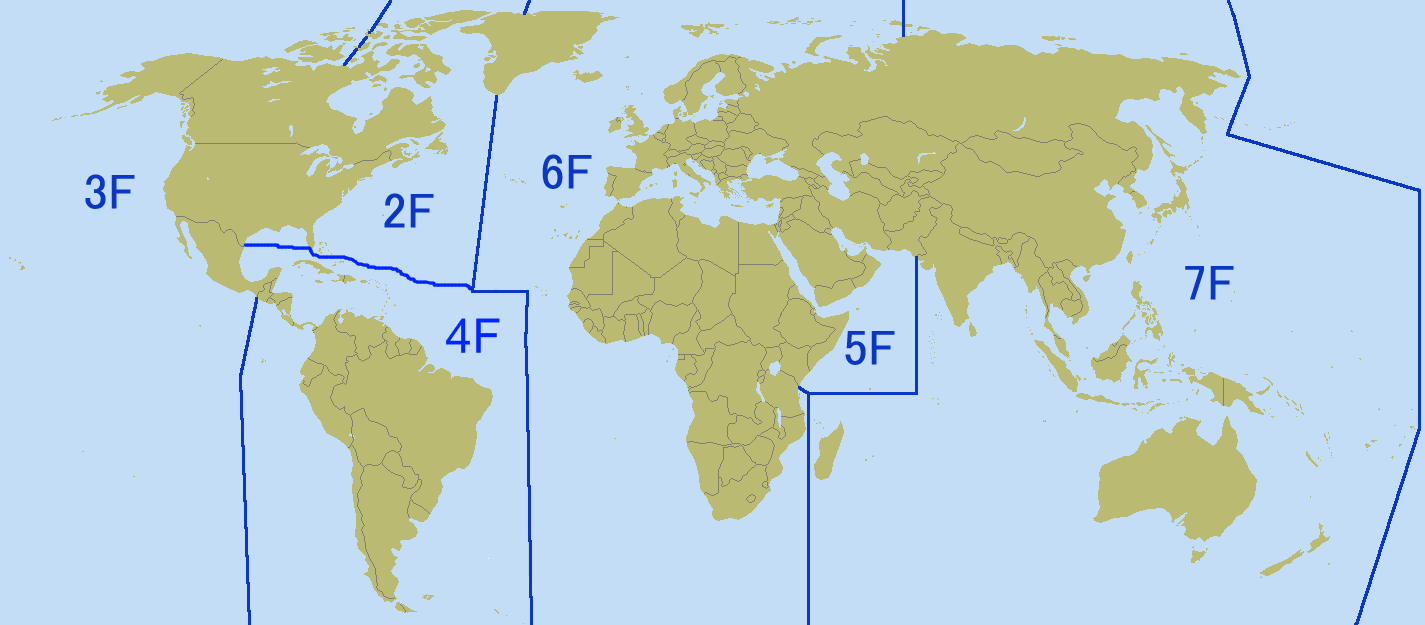
Зоны ответственности флотов США

Четвёртый флот США (англ. United States Fourth Fleet) — оперативный флот американских военно-морских сил США в Южной Атлантике. Существовал в 1943—50 годы, воссоздан летом 2008 года, несмотря на протесты руководителей Бразилии, Аргентины и Венесуэлы.
Флот базируется на базе ВМС США Мейпорт, Джэксонвилл, штат Флорида, к его зоне ответственности относятся Карибский бассейн, Центральная и Южная Америка. Командующий (с 21 мая 2019) — контр-адмирал Дональд Д. Габриэльсон (англ. Donald D. Gabrielson).
Согласно министерству обороны США воссоздание флота имеет целью препятствование наркоторговле, проведение гуманитарных операций, осуществление актов доброй воли и проведение совместных учений, с партнёрами по региональной безопасности.
Полное укомплектование флота ожидается не раньше 2009 года. На середину 2008 года в его составе действуют два универсальных десантных корабля USS Kearsarge и USS Boxer (англ. USS Boxer (LHD-4)).

## Действующий состав флота
За исключением штаба и отделов обеспечения, оперативные флота постоянного состава не имеют. Силы и средства выделяются в их состав приказом Оперативного штаба ВМС по мере необходимости.